# پاندورا (نقاشی)

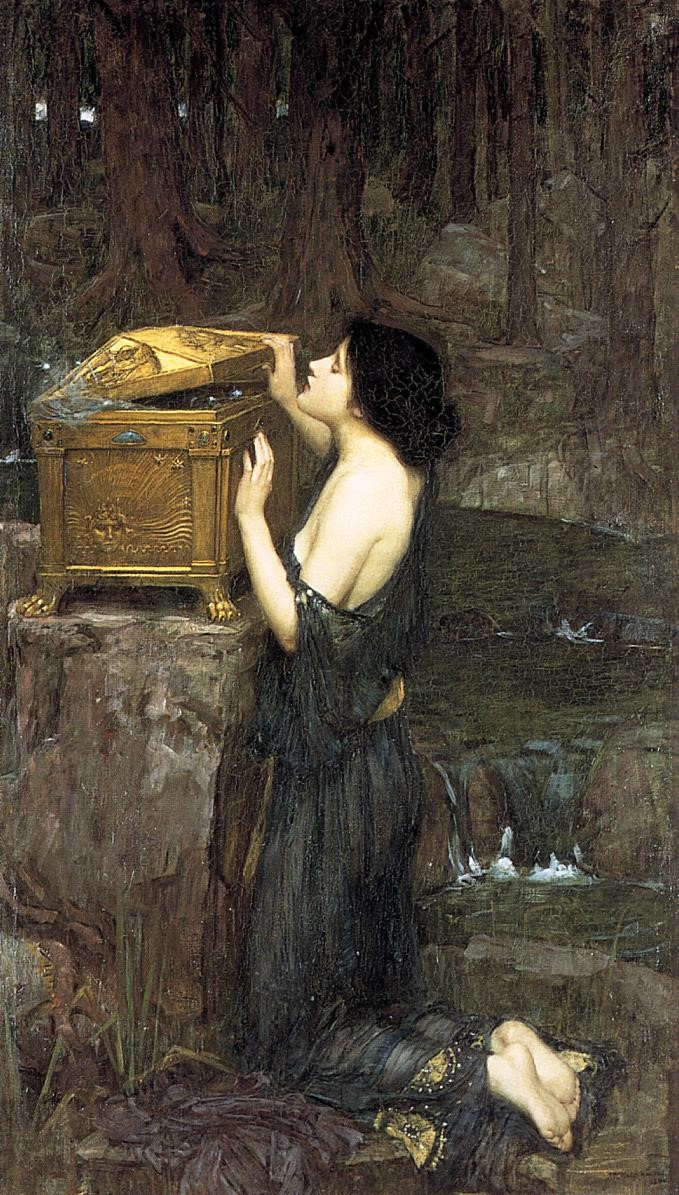

پاندورا (به انگلیسی: Pandora) یک نقاشی اثر جان ویلیام واترهاوس است. این نقاشی در سال ۱۸۹۶ کشیده شده‌است و هم‌اکنون در مجموعه‌ای خصوصی قرار دارد.